# Benjamin Kiprotich Korir
Benjamin Kiprotich Korir (1976) è un ex maratoneta keniota.

## Competizioni internazionali
2003
- Argento alla Mezza maratona di Pistoia ( Pistoia) - 1h03'36"
- 11º alla Mezza maratona di Parigi ( Parigi) - 1h04'15"
- Bronzo alla BOclassic ( Bolzano) - 28'42"
- Oro al Cross del Sud ( Lanciano) - 23'46"

2004
- Oro alla Padova Marathon ( Padova) - 2h10'43"
- Oro alla Maratona di Firenze ( Firenze) - 2h11'34"
- 6º alla Corrida di San Geminiano ( Modena), 13,1 km - 38'34"
- 8º al Campaccio ( San Giorgio su Legnano) - 36'09"
- 12º al Cross della Vallagarina ( Villa Lagarina) - 31'05"

2005
- 14º alla Milano Marathon ( Milano) - 2h22'55"
- 10º al Giro podistico internazionale di Pettinengo ( Pettinengo), 9,5 km - 27'52"

2007
- Oro alla Maratona di Atene ( Atene) - 2h14'40"
- Bronzo alla Maratona di Brescia ( Brescia) - 2h16'34"

2008
- 13º alla Maratona di Roma ( Roma) - 2h12'56"
- 5º alla Milano Marathon ( Milano) - 2h13'17"

2009
- 7º alla Maratona di Essen ( Essen) - 2h12'56"

2010
- Argento alla Maratona di Bilbao ( Bilbao) - 2h19'58"

2012
- 7º alla Maratona di Mumbai ( Mumbai) - 2h12'51"